# Pteropus mariannus
Pteropus mariannus é um megamorcego encontrado apenas nas Ilhas Marianas e em Ulithi A perda de habitat o levou ao status de espécie em perigo de extinção, e ele está listado como ameaçado pelo Serviço de Pesca e Vida Selvagem dos EUA. A caça ilegal, a perda de habitat e a introdução de espécies invasoras contribuíram para o declínio da espécie.

## Descrição
Pteropus mariannus é um morcego de tamanho médio, tem um comprimento de antebraço de 13,4 a 15,6  cm. Os machos da espécie são ligeiramente maiores que as fêmeas. Seus abdômens são coloridos do preto ao marrom, e também apresentam pelos grisalhos. O manto e o pescoço são de uma cor marrom mais brilhante a marrom dourado e a cabeça varia do marrom ao preto. Suas orelhas são arredondadas e seus olhos grandes, o que lhes dá as características semelhantes a de um canídeo, por isso muitos megamorcegos são chamados de raposas voadoras.

## Alimentação
Pteropus mariannus é um animal frugívoro, mas também come flores e folhas ocasionalmente. Eles forrageiam em agroflorestas, savanas de pandanus, florestas pantanosas e às vezes visitam coqueirais. Suas frutas favoritas são fruta-pão ( Artocarpus mariannensis, A. altilis ), mamão (Carica papaya ), Cycas circinalis , figos (Ficus spp.), Pandanus tectorius , Terminalia cattappa , flores de Ceiba pentandra e coco (Cocos nucifera). Esses morcegos foram observados viajando de 10 a 12 km para chegar aos locais de alimentação.

## Conservação
Está atualmente listado como ameaçado pelo Serviço de Pesca e Vida Selvagem dos EUA e em perigo pela IUCN. Eles também estão no Apêndice I da CITES. A causa do seu declínio é a perda de habitat pela remoção de madeira, desastres naturais e pelos hábitos destrutivos de ungulados invasores não nativos. As populações também estão em declínio como resultado da caça para alimentação e matança como praga de plantações.

## Comportamento
Esses morcegos são sedentários e vivem em colônias. Os machos formam haréns ou grupos de solteiros. Alguns machos também levam vidas solitárias na borda da colônia. Embora sejam sedentários, esses morcegos são voadores fortes e são capazes de viajar longas distâncias. Eles foram observados voando entre ilhas nas Ilhas Marianas, com distâncias de 3 a 62 milhas entre as ilhas. Essas distâncias são percorridas principalmente para fins de alimentação. Em uma ilha, esses morcegos viajam de 10 a 12 km para chegar aos locais de alimentação. Durante o dia, eles dormem principalmente, mas participam da limpeza, reprodução, esfregamento de cheiro e marcação de territórios. Os machos defendem seus territórios de poleiro para manter os direitos de reprodução sobre as fêmeas em seu harém. As fêmeas não parecem estar vinculadas a nenhum harém em particular.

## Subespécies
Pteropus mariannus possui três subespécies: 
- P.m. mariannus
- P.m. paganensis
- P.m. ulthiensis

## Galeria

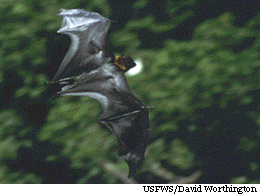

## Links externos
- "Espécies ameaçadas nas ilhas do Pacífico: morcegos-das-frutas-de-mariana / Fanihi" Arquivado em 2018-06-30 no Wayback Machine  , Escritório de Pesca e Vida Selvagem das Ilhas do Pacífico do Serviço de Pesca e Vida Selvagem dos EUA